# Baixa Grande do Ribeiro
Baixa Grande do Ribeiro este un oraș în Piauí (PI), Brazilia.